# 半纹水珍鱼
半纹水珍鱼（学名：Glossanodon semifasciata）为水珍鱼科半纹水珍鱼属的鱼类。分布于太平洋西北温带海域，北至日本，南达台湾岛。该物种的模式产地在日本富士湾。
体长25公分左右，活动于中深度到海底，70-430米。